# الیاس تاگولمینت
الیاس تاگولمینت (انگلیسی: Elias Taguelmint؛ زادهٔ ۸ آوریل ۱۹۸۹) بازیکن فوتبال اهل الجزایر است.
از باشگاه‌هایی که در آن بازی کرده‌است می‌توان به باشگاه فوتبال اتحاد الجزایر اشاره کرد.